# Bolivaria kurda
Bolivaria kurda — вид короткокрилих богомолів родини Rivetinidae, представник роду Bolivaria. Поширений на сході Туреччини.

## Опис
Тіло солом'яно-жовте, велике, довжина тіла імаго 5,7 см. Голова широка та масивна. Передньоспинка довга та масивна. Тазики передніх ніг з 7—8 довгими шипами та коротшими між ними. Основний членик лапки з тонкими щетинками. Задні крила на третину коротші за надкрила. Крила темніші, частково димчасті.

## Ареал
Відомий лише зі Східної Туреччини. Натомість на думку низки дослідників, цей вид не відрізняється від B. brachyptera та є його синонімом.